# سيسلرية أراراتية
سيسلرية أراراتية (الاسم العلمي:Sesleria araratica) هي نوع من النباتات تتبع جنس السيسلرية من الفصيلة النجيلية.